# Senjūrō Hayashi
Senjūrō Hayashi (林 銑十郎 Hayashi Senjūrō?, 23 de febrero de 1876 – 4 de febrero de 1943) fue un comandante del Ejército Imperial Japonés, específicamente del Ejército Chosen de Japón en Corea, durante el incidente de Mukden y la invasión de Manchuria; también fue el 33.eɽ primer ministro de Japón entre el 2 de febrero y el 4 de junio de 1937.

## Biografía
Nació en la prefectura de Ishikawa, su primera gran acción militar fue entre 1918 y 1920 como oficial comandante del 57.º Regimiento, en 1921 fue asignado al Cuartel Central de Recursos Técnicos y fue un Investigador Militar en funciones. Desde 1921 hasta 1923 fue jefe del Curso de Preparatoria en la Academia Militar, y posteriormente fue asignado al Cuerpo de Inspección General de Entrenamiento Militar. Entre 1923 y 1924 fue el representante del Ejército en la Sociedad de Naciones, y nuevamente fue asignado al Cuerpo de Inspección General de Entrenamiento Militar entre 1924 y 1925.
En 1925, se convirtió en oficial comandante de la Segunda Brigada; en 1926 fue comandante de la Fortaleza de la Bahía de Tokio. En 1927, se convirtió en comandante del Colegio de Guerra, y en 1928 fue inspector general interino de Entrenamiento Militar. Finalmente en 1929 se convirtió en comandante oficial general de la División de Guardia Imperial.
En 1930 fue nombrado comandante en jefe del Ejército Chosen en Corea. Al día siguiente del incidente de Mukden, ordenó la reorganización de la 20.ª División del Ejército Imperial, formándose la 39.ª Brigada Mixta. El gabinete japonés, sin embargo, estaba en desacuerdo con el ejército, sospechando que el incidente fue un acto conspirativo creado por los oficiales del ejército japonés. Hayashi ordenó, sin autorización del Emperador de Japón, la movilización de la 39.ª Brigada Mixta hacia Manchuria. El gabinete concedió finalmente la acción militar y el movimiento de la brigada desde Corea, y fue autorizado el 22 de septiembre de 1930.
Tras su comando en Corea, Hayashi fue inspector general de Entrenamiento Militar y estuvo destinado en el Consejo Supremo de Guerra desde 1932 hasta 1934. Desde 1934 hasta 1935 fue Ministro de Guerra, y desde 1935 hasta 1936 volvió al Consejo Supremo de Guerra.
Hayashi apoyó a Sadao Araki, junto con Shigeru Honjo quien era comandante del Ejército Kwantung. La facción Toseiha del Ejército Imperial Japonés tuvo una victoria en enero de 1934 cuando el general Araki fue forzado a retirarse, tras los excesos del Ejército Kwantung, y fue reemplazado por el General Hayashi. La lucha entre las facciones Toseiha y Kodaha continuaron con menor intensidad hasta el inicio de la guerra en el Norte de China en febrero de 1936. Fue un simpatizante de la doctrina de Fumimaro Konoe, de tendencia derechista y detractor de los militaristas que apoyaban la democracia y el rol del Emperador con un grupo de asesores y contra los militaristas radicales de izquierda.
En 1936, Hayashi se retiró del ejército y se convirtió en el 33.er primer ministro de Japón durante 1937, por unos cuatro meses. Entre 1940 y 1941 fue Consejero Privado. Falleció en 1943.